# 61 uur
61 uur (Engelse titel "61 Hours") is het veertiende deel uit de Jack Reacher-reeks van de auteur Lee Child.

## Het verhaal
Door hevige sneeuwbuien en een roekeloze automobilist krijgt de autobus waarmee Jack Reacher als passagier meereist een ongeluk niet ver van het stadje Bolton in South Dakota.
Reacher assisteert de lokale politie om zijn bejaarde medepassagiers in veiligheid te brengen.
Reacher ontdekt al snel dat Bolton niet zo is als de meeste andere kleine steden. Even buiten haar stadsgrenzen bevindt zich namelijk een grote staatsgevangenis waarvoor de lokale politie verantwoordelijk is voor de wetshandhaving buiten de gevangenis.
Een criminele motorclub slaat aan het muiten omdat hun leider door de politie is gearresteerd wegens drugsbezit.
In afwachting van het proces wordt de bescherming van de kroongetuige, Janet Salter, een topprioriteit voor de politie. Omdat de politie door onderbezetting hiertoe nauwelijks in staat is, biedt Reacher zijn diensten aan.
Dan ontdekt Reacher dat er een grote drugstransactie op stapel staat tussen de Latijns-Amerikaanse misdadiger Plato en een Russische koper. Ook ontdekt hij dat de motorbende betrokken is bij de productie van drugs.